# 厄贝库尔-阿里库尔
厄贝库尔-阿里库尔（法語：Heubécourt-Haricourt，法語發音：[øbekuʁ aʁikuʁ]）是法国厄尔省的一个市镇，位于该省东部，属于莱桑德利区。该市镇于1964年由原市镇厄贝库尔（Heubécourt）和阿里库尔（Haricourt）合并而成。

## 地理
厄贝库尔-阿里库尔（49°8'11"N, 1°33'41"E）面积11.92 平方千米，位于法国诺曼底大区厄尔省，该省份为法国北部内陆省份，北起滨海塞纳省，西接奧恩省和卡爾瓦多斯省，南至厄尔-卢瓦省，东临瓦兹省、瓦兹河谷省和伊夫林省。
与厄贝库尔-阿里库尔接壤的市镇（或旧市镇、城区）包括：布瓦热罗姆-圣旺、埃普特河畔韦克桑、加尼。
厄贝库尔-阿里库尔的时区为UTC+01:00、UTC+02:00（夏令时）。

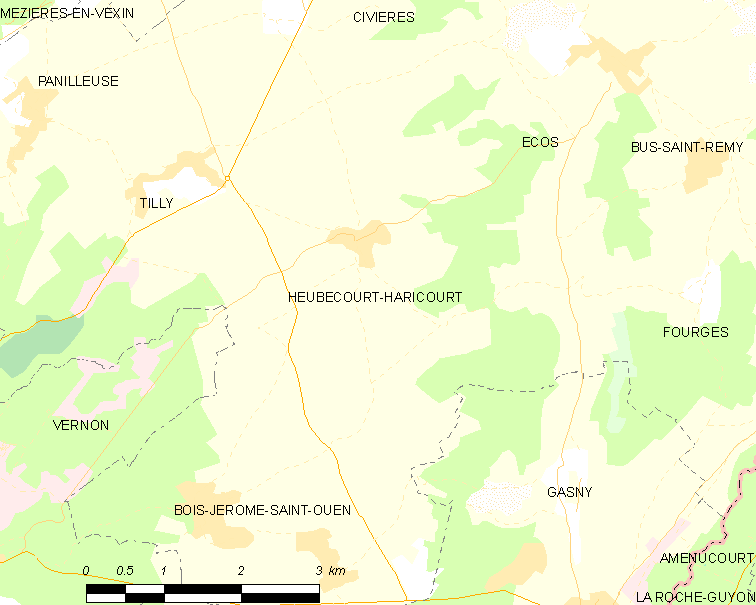
厄贝库尔-阿里库尔的OSM定位图

## 行政
厄贝库尔-阿里库尔的邮政编码为27630，INSEE市镇编码为27331。

## 政治
厄贝库尔-阿里库尔所属的省级选区为莱桑德利县。

## 交通
厄尔省省道D1线和D525线在境内交汇。

## 人口

1962-2008年间厄贝库尔-阿里库尔人口变化图示

厄贝库尔-阿里库尔于2022年1月1日时的人口数量为461人。